# Norra Finlands militärlän
Norra Finlands militärlän (finska: Pohjois-Suomen sotilaslääni) var ett av fyra arméledda militärlän inom Finlands försvarsmakt. Militärlänet hade sitt säte och stab i Uleåborg och var vidare indelat i fyra regionalbyråer. 

## Historik
På grund av den omorganisation som Försvarsmakten gjorde under åren 2012 och 2015, kom samtliga militärlän att avvecklas. Militärlänen utgick från och med den 1 januari 2015, då den nya organisationsstrukturen i Försvarsmakten trädde i kraft. De ingående förbanden underställdes direkt under arméstaben. Och regionalbyråerna underställdes truppförbanden.

## Regionalbyråer
- Övre Lapplands regionalbyrå, Sodankylä. Omfattar kommunerna: Enontekis, Enare, Utsjoki, Kittilä, Kolari, Muonio, Pelkosenniemi, Savukoski och Sodankylä.
- Lapplands regionalbyrå, Rovaniemi. Omfattar kommunerna: Kemi, Kemijärvi, Keminmaa, Pello, Posio, Ranua, Rovaniemi, Salla, Simo, Tervola, Torneå  och Övertorneå.
- Kajanalands regionalbyrå, Kajana
- Norra Österbottens regionalbyrå, Uleåborg

## Ingående förband
- Jägarbrigaden i Sodankylä
- Kajanalands brigad i Kajana
- Lapplands luftvärnsregemente i Rovaniemi
- Gränsjägarkompaniet i Ivalo

## Befälhavare
- Generalmajor Pertti Puonti (2008)
- Generalmajor Jukka Haaksiala (2008-)